# Бразилійська геральдика
Бразилійська геральдика як окрема форма геральдики з'являється 1822 роком, коли Бразилія стала незалежною імперією під час правління браганського дому. Будучи перед цим частиною Португальської імперії та керуючись тим самим Королівським домом, який панував у Португалії, бразилійська геральдика дотримувалася традицій португальської геральдики.

## Геральдика шляхетства
Бразилійське шляхетство включало бразилійців, які належали до португальських шляхетних родів, і бразилійських громадян, які були нобілітовані під час бразильської монархії (1822—1889). У більшості випадків надання нового герба було пов'язане з наданням титулів. Оскільки більшість бразилійських військових мали португальських предків і прізвища, їхні герби зазвичай були взята з гербів відповідних португальських родин.
Система геральдики бразилійської некоролівської знаті застосовує ті родоводи, які не були частиною імператорської родини, і включає певні корони рангу.
| Бразильський рейтинг корон | Бразильський рейтинг корон | Бразильський рейтинг корон | Бразильський рейтинг корон | Бразильський рейтинг корон |
| -------------------------- | -------------------------- | -------------------------- | -------------------------- | -------------------------- |
|                            |                            |                            |                            |                            |
| Герцог                     | Маркіз                     | Граф                       | Віконт                     | Барон                      |

## Цивільна геральдика
Цивільна геральдика стосується гербів, які вживає уряд Бразилії, її штати та муніципалітети.
У Бразилії немає офіційних стандартів, що регулюють цивільну геральдику. Проте загальні стандарти, які керують сучасною португальською муніципальною геральдикою, встановлені в 1930 році, були дотримані в більшості сучасних гербів, створених для муніципалітетів Бразилії. Відповідно до цих стандартів були виправлені деякі старіші муніципальні герби. Загалом бразилійські муніципальні герби представлені на круглому нижньому щиті (португальський щит) і увінчані настінною короною, а під щитом сувій зазвичай містить назву муніципалітету. Оскільки всі бразилійські осередки муніципалітетів мають статус «міста» (у порівнянні з Португалією, де більшість все ще має лише статус «містечка»), зазвичай використовуються лише муровані корони з п'ятьма видимими вежами. Золоті настінні корони приписують столицям штатів, тоді як срібні корони приписують іншим містам. Обмеження, які застосовуються до португальського муніципального герба щодо включення герба Португалії та поділу поля на кілька частин, у Бразилії зазвичай ігноруються. Крім того, багато бразилійських муніципальних гербів містять девіз у сувої під щитом, що рідко зустрічається в Португалії (хоча дозволено). Крім того, ряд бразильських муніципальних гербів містять опори, застосування яких не передбачено муніципальними геральдичними стандартами Португалії.
Більшість гербів бразилійських штатів були прийняті в кінці ХІХ століття і не відповідають геральдичним стандартам. Це ж стосується і сучасного герба Бразилії, прийнятого після встановлення республіки в 1889 році.
|         |       |          |      |
| Столиця | Місто | Містечко | Село |

## Королівська геральдика
Королівська геральдика належить до гербів членів бразилійської імператорської родини, включаючи монархів, дружин і принців.
|                                     |                                 |                                                              |                                                                |
| Правлячий імператор або імператриця | Принц імперії і принц Грао-Пара | Глава Імператорського дому Бразилії (постмонархічний період) | Принц імперії і принц Орлеан-Браганса (постмонархічний період) |

## Бразилійські герби

### Національний

Герб Сполученого Королівства Португалії, Бразилії та Алгарвів із армілярною сферою, що символізує Бразилію.
Герб Королівства Бразилія в складі Сполученого Королівства Португалії, Бразилії та Алгарвів
Герб Королівства Бразилія після проголошення незалежності
Герб Бразильської імперії
Герб Першої бразильської республіки
Сучасний герб Федеративної Республіки Бразилія

### Бразилійська імператорська родина

Герб імператора Бразилії
Герб Марії Леопольдіни Австрійської, імператриці Бразилії
Герб Ізабель, імператорської принцеси Бразилії
Герб Марії Амелії, принцеси Бразилії

### Бразильське шляхетство

Герб графа Порту-Алегрі
Герб герцога Каксіаса
Герб герцога Санта-Крус
Герб віконта Ріо-Бранку
Герб маркіза Парани
Герб віконта Бопер-Роана

### Бразилійські штати

Герб Акрі
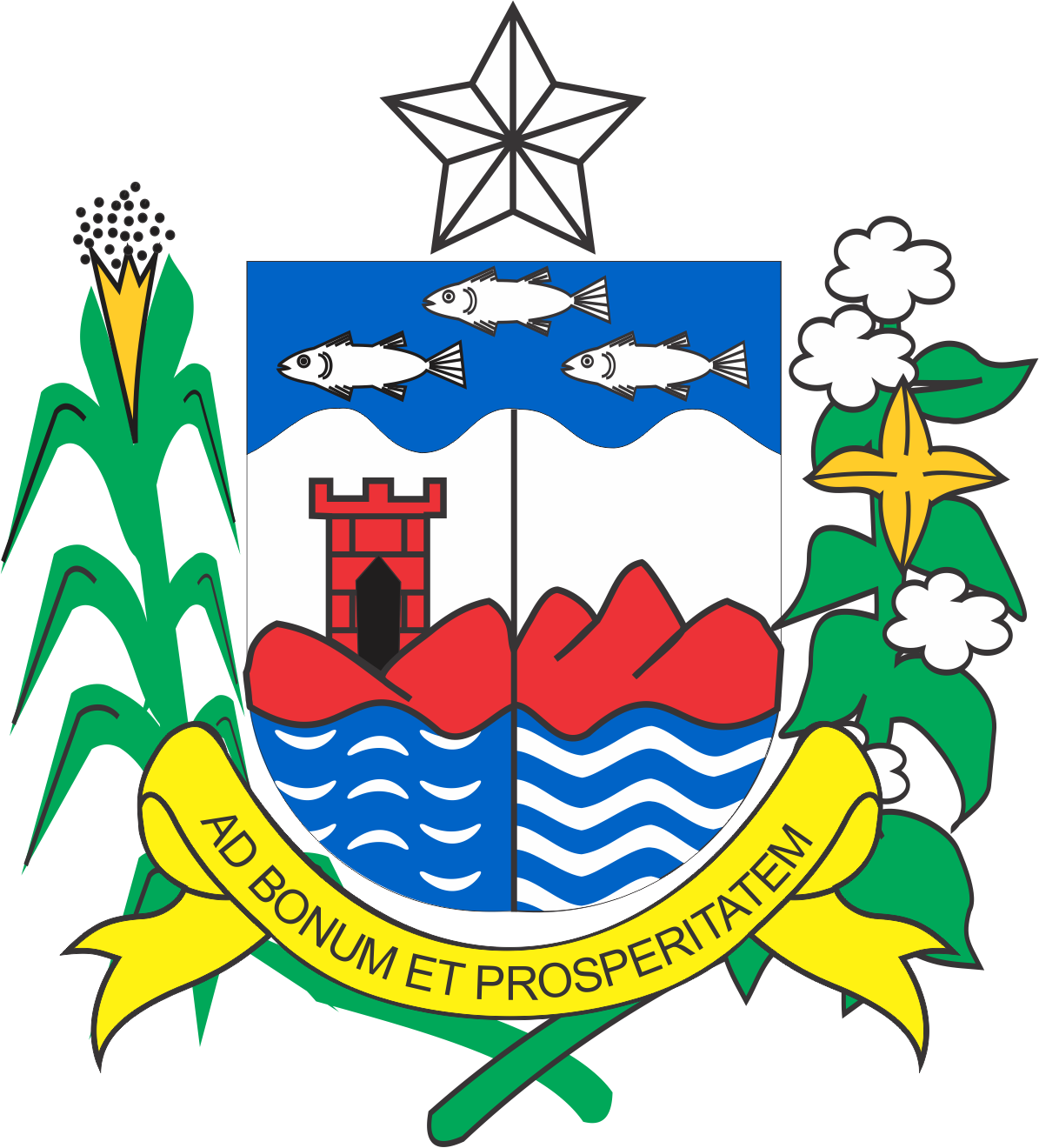
Герб Алагоаса
Герб Амапи
Герб Амазонаса
Герб Баїї
Герб Гояса
Герб Еспіриту-Санту
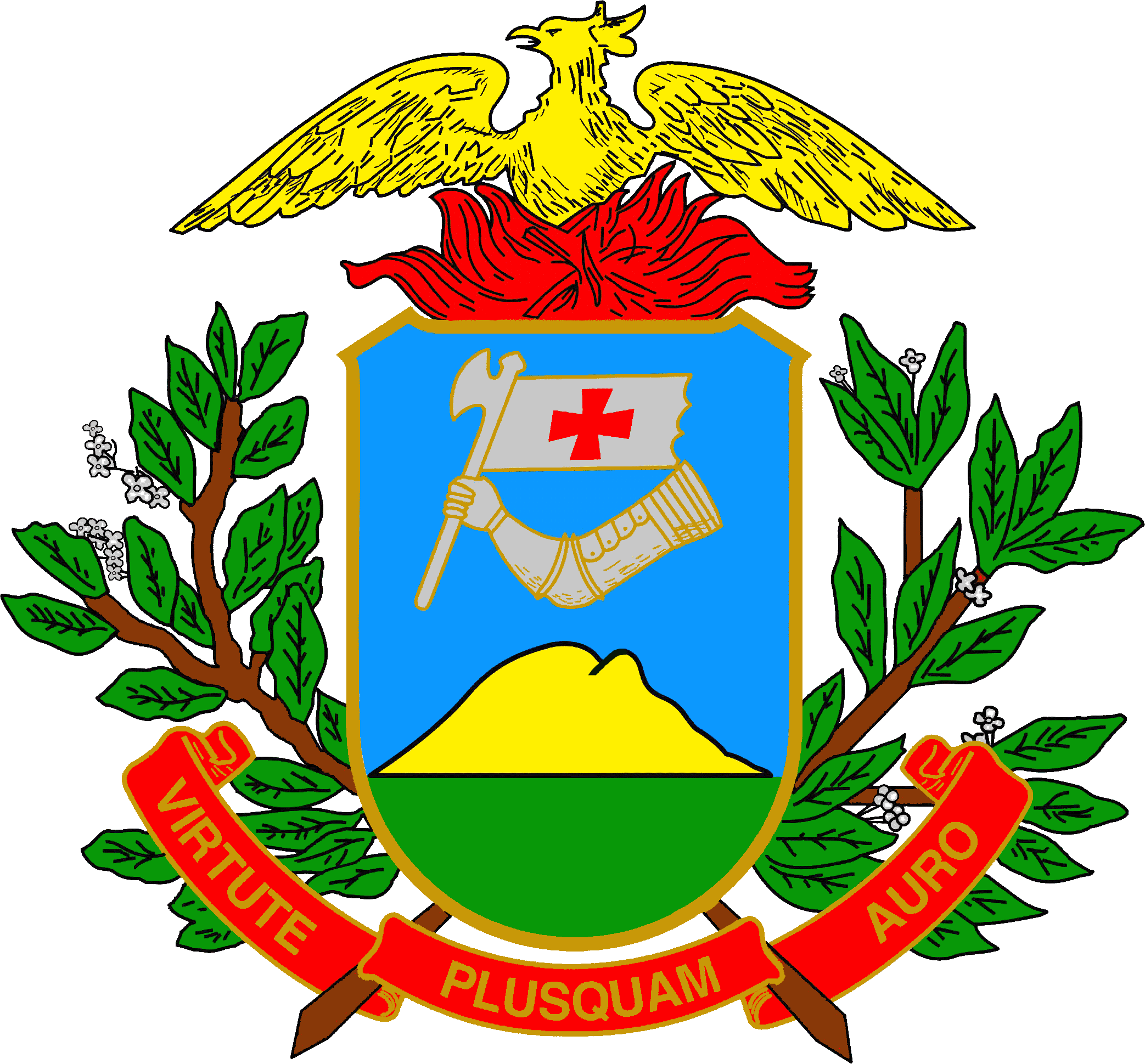
Герб Мату-Гросу
Герб Мату-Гросу-ду-Сулу
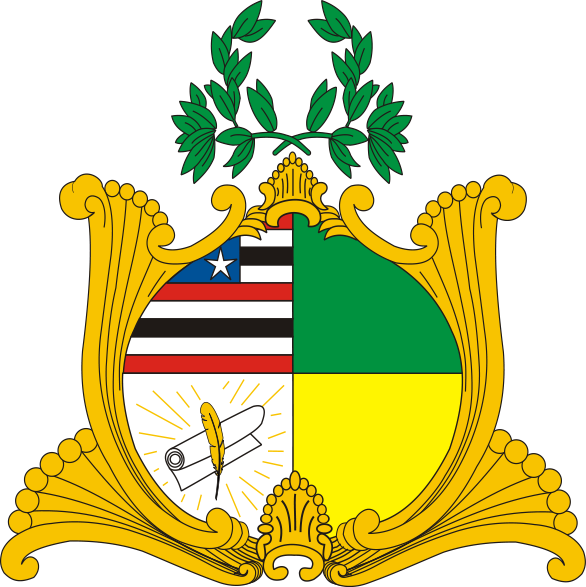
Герб Мараньяна
Герб Мінас-Жерайсу
Герб Параїби
Герб Парани
Герб Пари
Герб Пернамбуки
Герб Піауї
Герб Ріо-Гранді-ду-Норті
Герб штату Ріо-де-Жанейро
Герб Ріу-Гранді-ду-Сулу
Герб Рорайми
Герб штату Сан-Паулу
Герб Санта-Катаріни
Герб Сеари
Герб Сержипі
Герб Токантінса
Герб федерального округу (Бразилія)

### Бразилійські муніципалітети

Герб муніципалітету Ріо-де-Жанейро
Герб муніципалітету Сан-Паулу
Герб муніципалітету Сантос
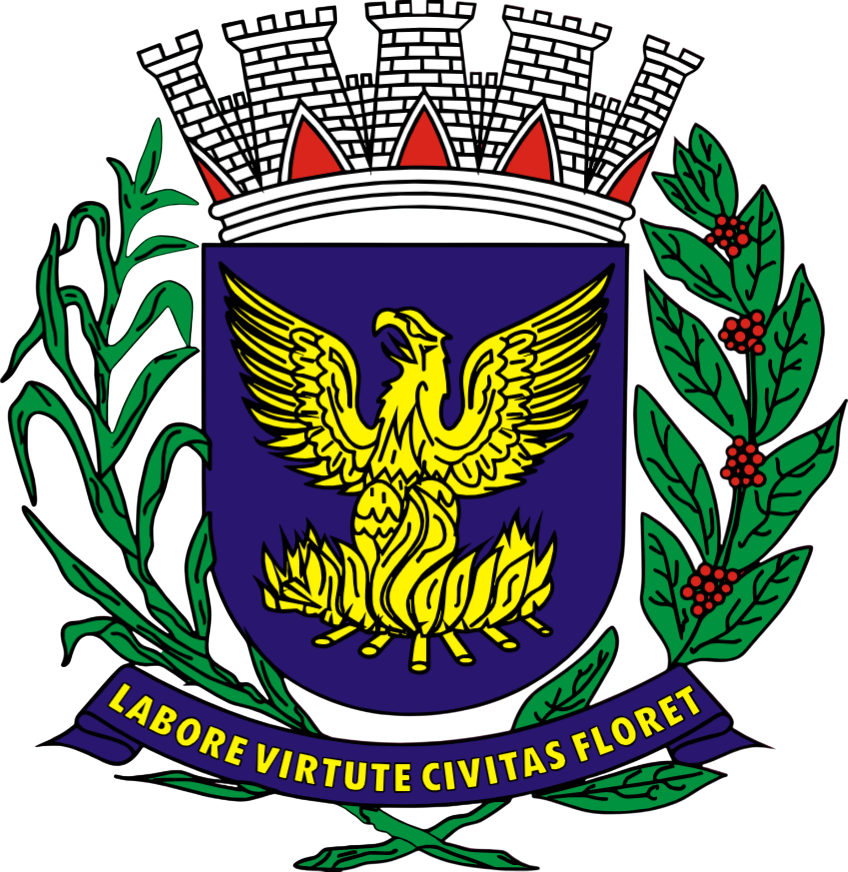
Герб муніципалітету Кампінас
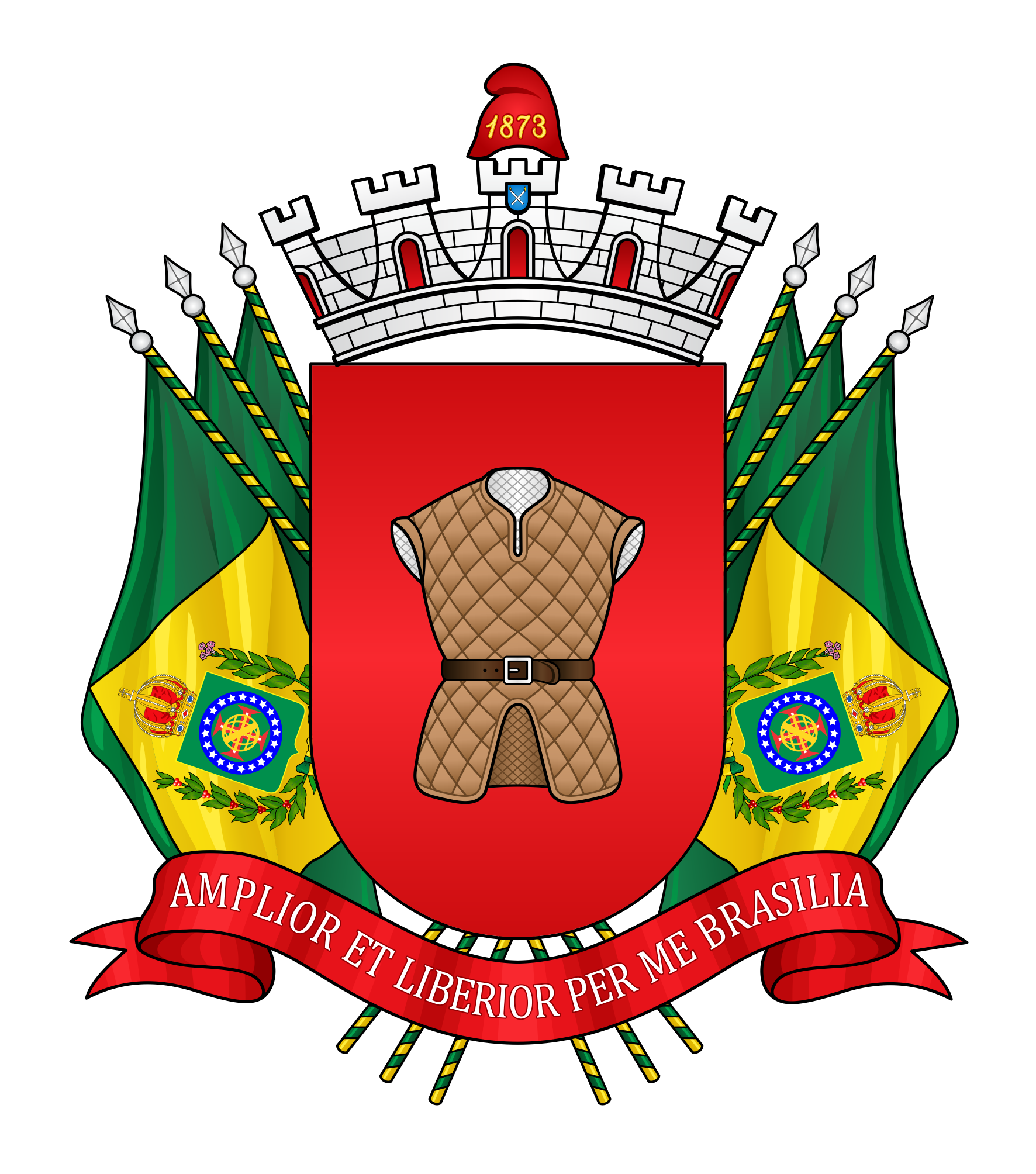
Герб муніципалітету Іту
Герб муніципалітету Сальвадор

### Збройні сили

Герб ВПС Бразилії
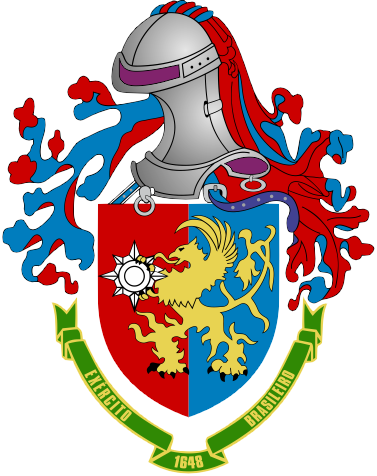
Герб бразилійської армії
Герб бразилійського флоту
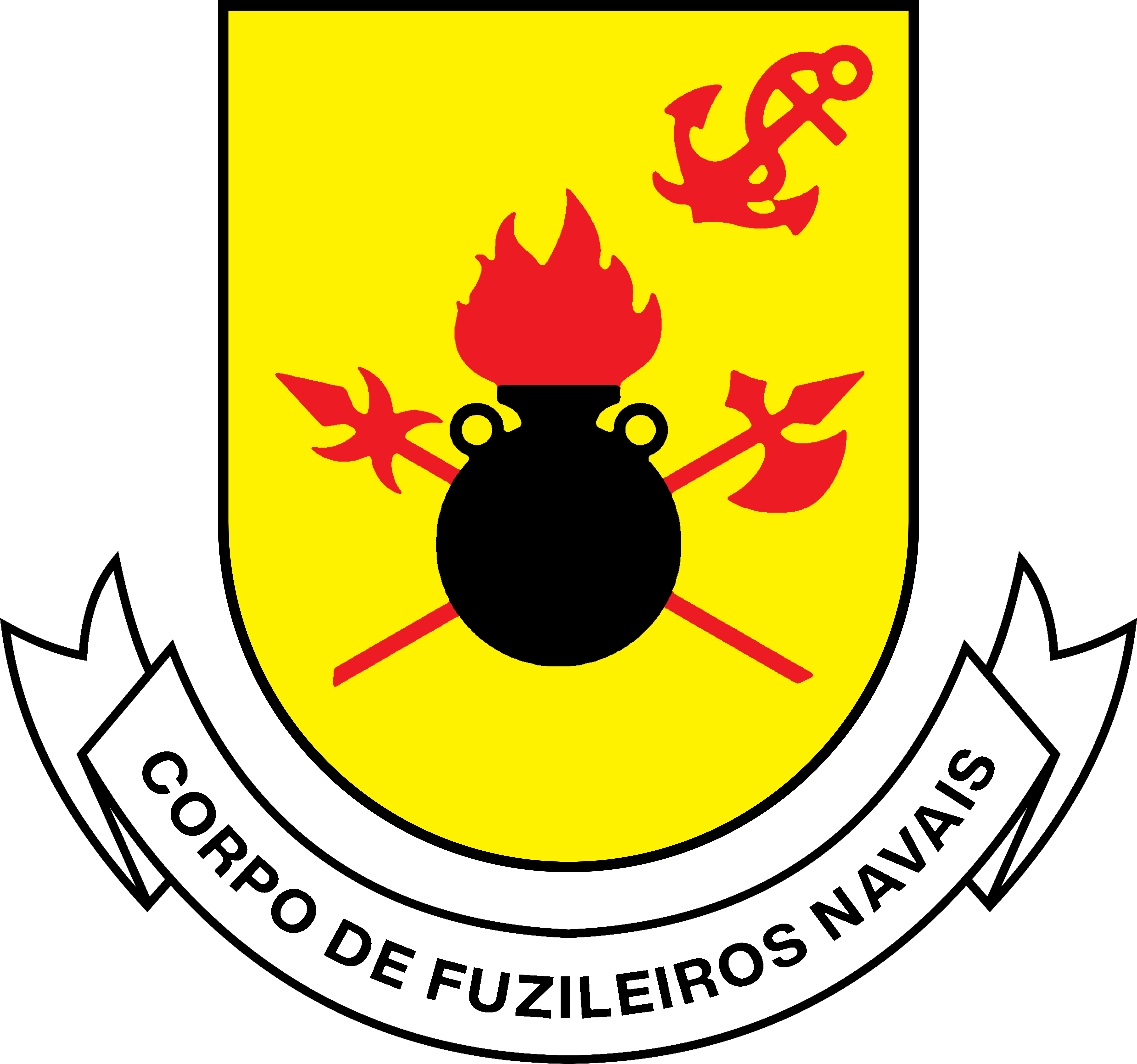
Герб Корпусу морської піхоти Бразилії

### Заклади вищої освіти

Герб університету Сан-Паулу
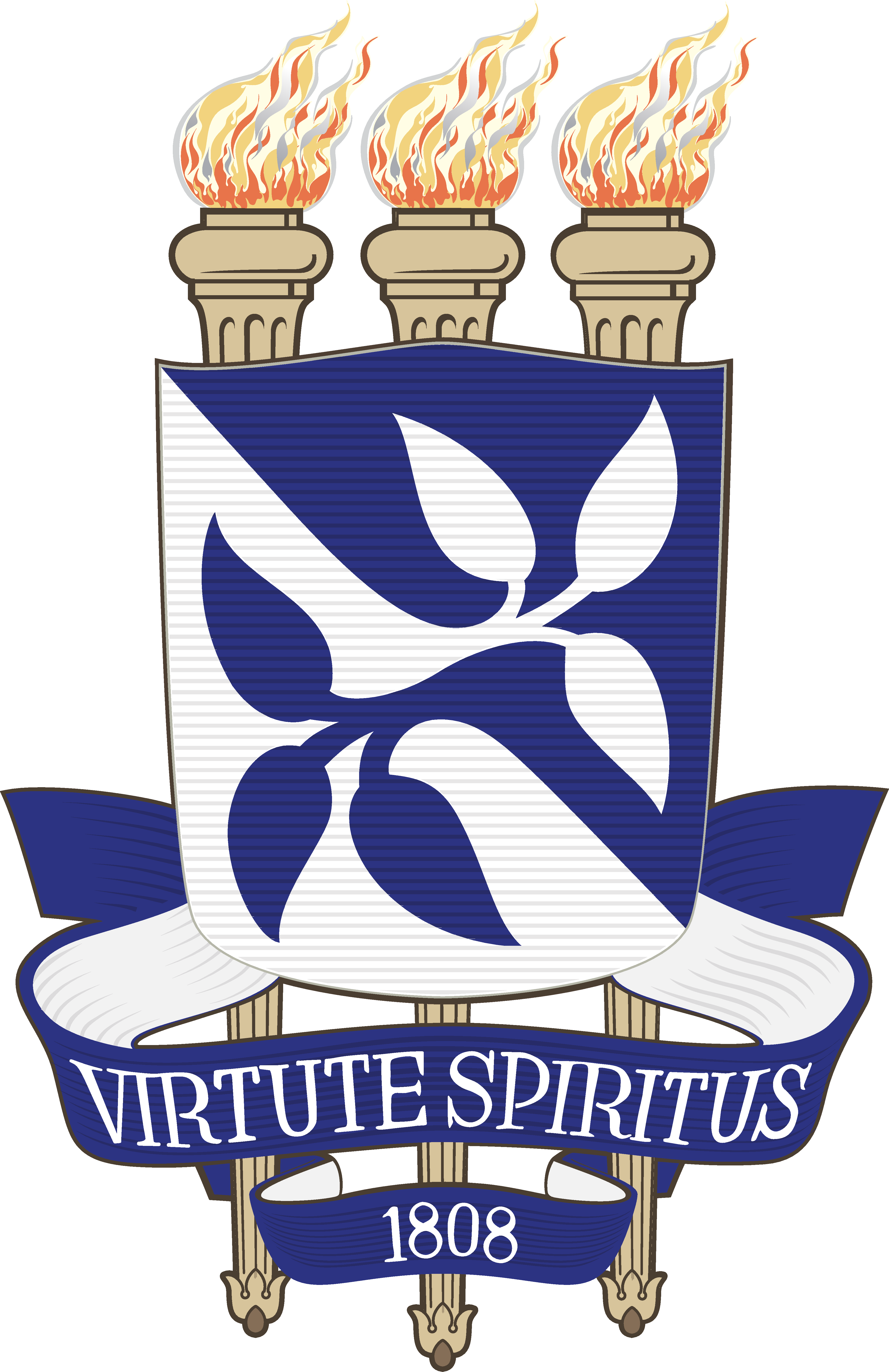
Герб Федерального університету Баїї
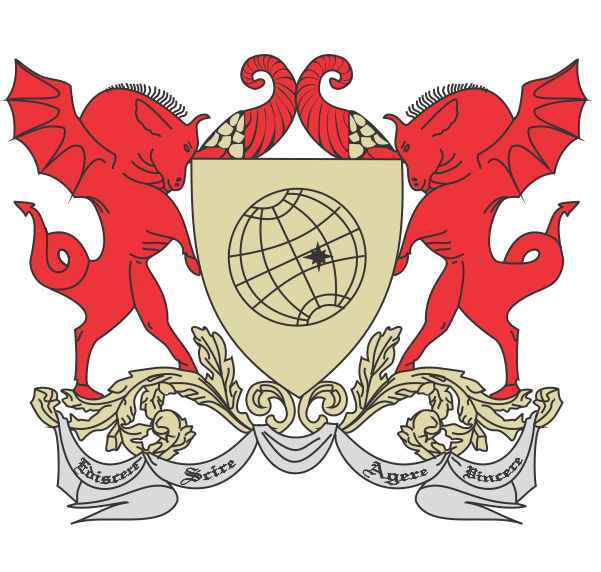
Герб Федерального університету Вічоза
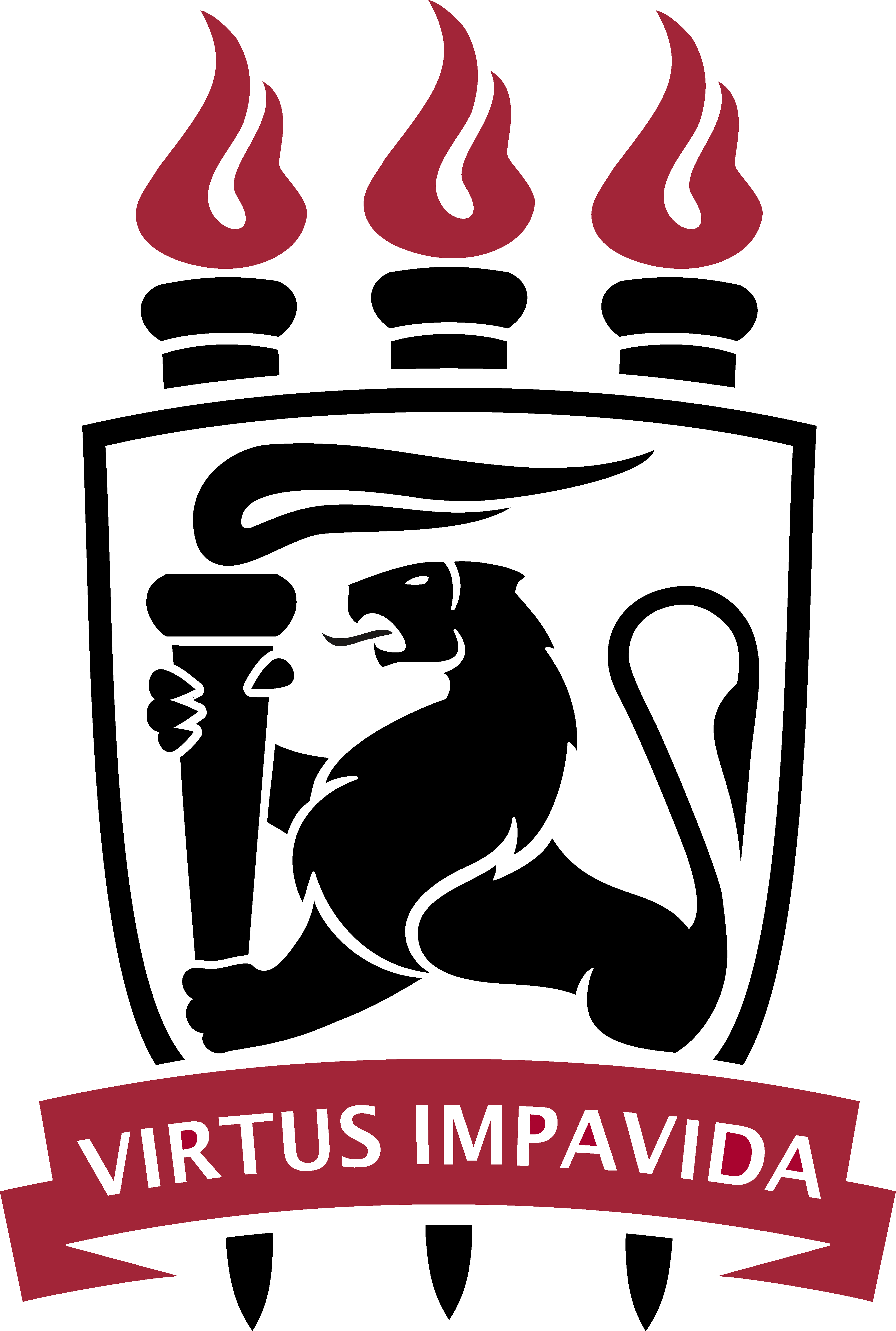
Герб Федерального університету Пернамбуку